# Teucrium
Teucrium  је род од вишегодишњих биљака у породици уснатица. Верује се да име потиче од краља Тевкра од Троје. Постоји преко сто врста, укључујући и зељасте биљке, жбунове или полужбунове. Расту широм света, али најчешће у условимамедитеранске климе.
Необична карактеристика врста овог рода у поређењу са другим члановима породице уснатица се састоји у томе да цветовима потпуно недостаје горња усна крунице иако је донекле смањена и код представника неких других родова (Ajugа).
Ларве неких врста Лепидоптера хране се биљкама из овог рода, укључујући Coleophora auricella и Coleophora chamaedriella, која је пронађена код подубице (Т. chamaedrys).

## Хемијска својства и употреба
Врсте рода Teucrium садрже испарљива етерична уља, дитерпене, иридоидне хетерозиде и сесквитерпенске лактоне. Цењене су као украсне биљке и извор полена, а неке врсте се користе као лековите или у кулинарству. У Србији се у традиционалној медицини највише користе трава ива и подубица.

## Фосили
Фосили семена †Teucrium tatjanae из Олигоцена, Миоцена и Плиоцена пронађени су у Западном Сибиру, из Миоцена и Плиоцена у Централној и Јужној Русији. Фосилна семена су слична семенима врсте Teucrium orientale. Фосилна семена †Teucrium pripiatense пронађена су у Плиоценској формацији Borsoni у Рен планинама у Централној Немачкој.

## Одабране врсте
| - Teucrium arduini L. — планинска метвица - Teucrium botrys L. — дубачац црвени - Teucrium chamaedrys L. — подубица, дубачац - Teucrium flavum L. — жута подубица - Teucrium fruticans L. — дрвенасти дубачац - Teucrium marum L. | - Teucrium montanum L. —трава ива - Teucrium orientale L. - Teucrium polium L. — пепељуша - Teucrium scordium L. — луковац - Teucrium scorodonia L. |